# Lotus Elan

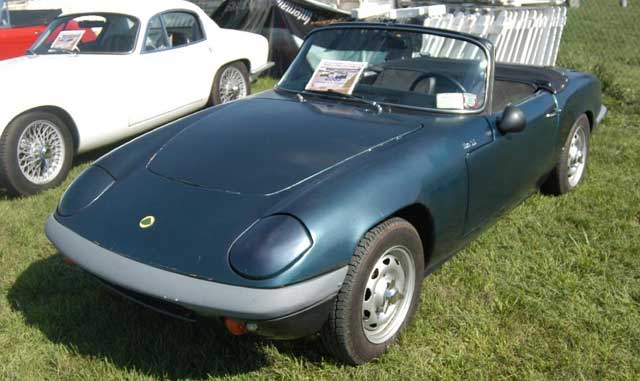
1966 Lotus Elan

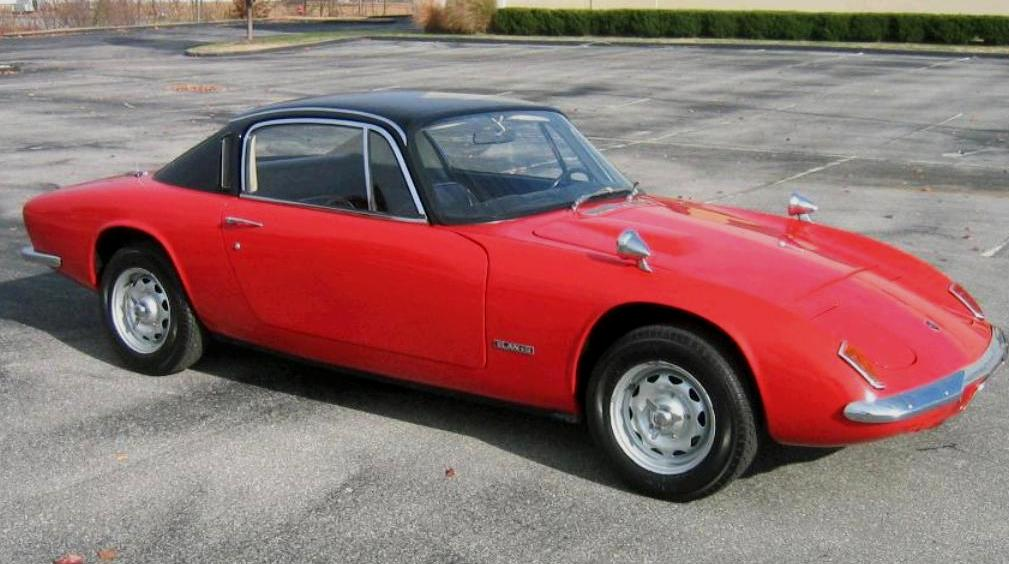
Lotus Elan +2

Lotus Elan är namnet på två brittiska sportbilar som tillverkades 1962-1973 respektive 1989-1995.

## Historik

### Version 1 (1962–73)
Elan var ett försök av Lotus att bygga en bil som var billigare att tillverka, och därmed mera lönsam, än tidigare modeller. Stommen i chassit var gjord i stål, medan karossen tillverkades i glasfiber. Från början var modellen öppen, men den kompletterades 1965 med en kupémodell. Motorn kom från Ford Cortina 1500, var ombyggd med dubbla överliggande kamaxlar av den duktige Harry Mundy. Med hög trimningsgrad, låg vikt, smidighet och skönhet var Elanen kompromisslös. Vikten hölls ner med en smart konstruktion och lätta material, och tillsammans med effektiva bromsar och för sin tid avancerade hjulupphängningar blev Lotus Elan svår att slå på tävlingsbanan även i relativt omodifierat skick. Den blev något dyr, även som byggsats. Modellen utvecklades kontinuerligt under alla år, men blev utfasad 1973. Totalt byggdes 12 224 exemplar. När Mazda utvecklade sin öppna sport bil MX-5 hämtade man mycket av inspirationen, och designen, från Lotus Elan.
Vid sidan om skapades modellen Elan +2, av många ansedd som en av de snyggaste klassiska Lotusmodellerna, som var en förlängd Elan kupé med två extra små baksäten 1967, byggd på samma mekanik som den mindre Elanen. Med hjälp av något längre hjulbas och bredare spårvidd fick Lotus Elan +2 mindre nervösa vägegenskaper och blev mer högfartsstabil än dess mindre syskon. Den ersattes 1974 av de modernare Elite och Eclat.

### Version 2 (1989–95)

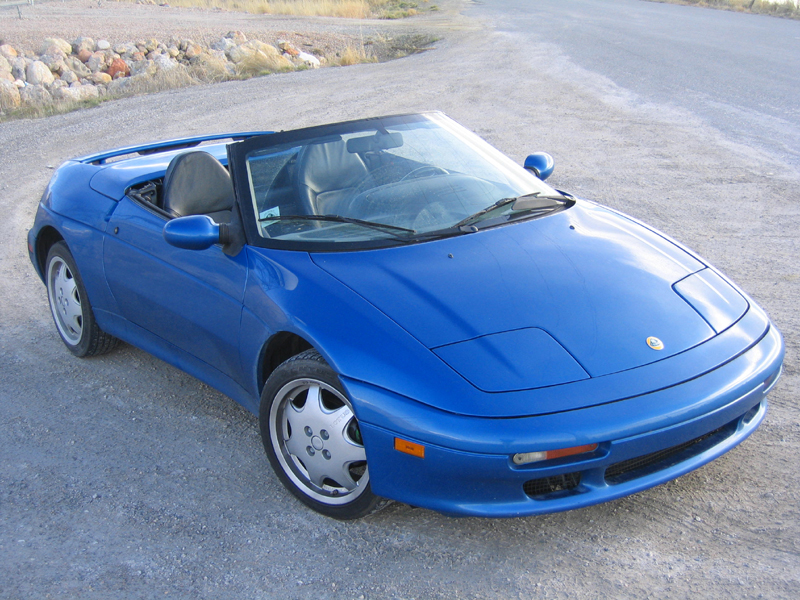
Lotus Elan 1991

En ny Elan släpptes 1989. Bilen var en tvåsitsig öppen sportbil designad av Lotus. En del resurser till utvecklandet av bilen kom från General Motors.
Motor och kraftöverföring kom från japanska Isuzu. Motorn var en 1,6-liters fyrcylindrig motor från Isuzu Gemini, som efter omarbetningar av Lotus producerade 162 hästkrafter vilket gav bilen en toppfart på runt 220 km/h och en accelerationstid från 0-60 miles/h (96 km/h) på ca 6,5 sekunder.
Försäljningen blev dock inte så bra som hoppats och när GM sålde Lotus till Romano Artioli lades produktionen ned. Sammanlagt byggdes 3 855 bilar 1989-92. En ny serie om 800 bilar tillverkades dock 1994-95 med vissa modifieringar över den föregående bilen.

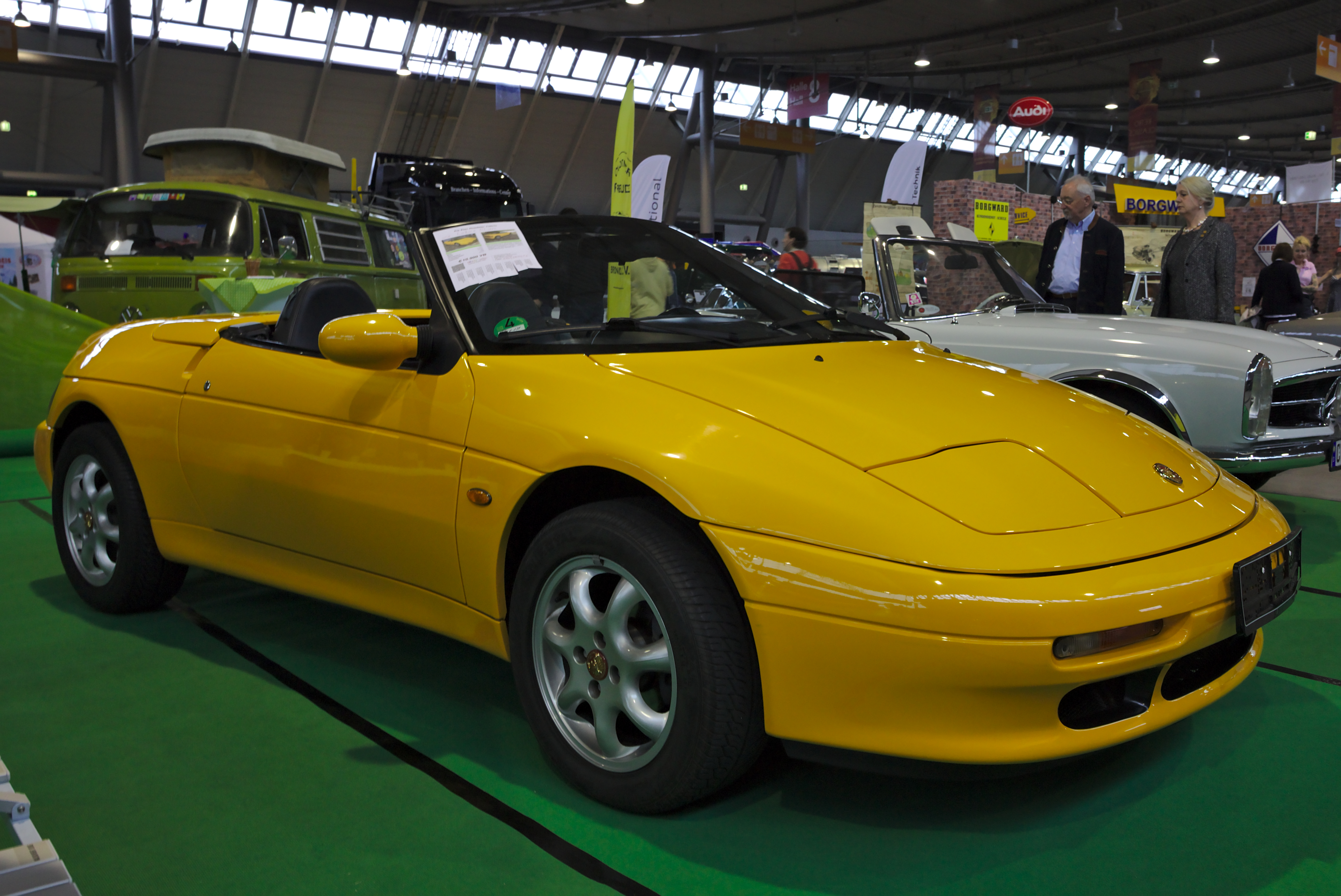
Kia Elan

Efter att Elan slutade tillverkas 1995 köpte Kia licens att tillverka bilen och gjorde så 1996-99 under namnet Kia Elan för den koreanska marknaden. Den bilen hade dock en annan motor, en 1,8-liters dieselmotor.